# Jonny Magallón
José Jonny Magallón Oliva (* 21. November 1981 in Ocotlán, Bundesstaat Jalisco) ist ein ehemaliger mexikanischer Fußballspieler. 

## Karriere

### Verein
Jonny Magallón, der die Position des Verteidigers spielte, gab sein Profidebüt bei Chivas Guadalajara am 13. März 2005 in einem Superklassiker der mexikanischen Primera División gegen den Club América (3:3), bei dem er in der 75. Minute für Adolfo Bautista eingewechselt wurde. Sein erstes Tor in einem Meisterschaftsspiel erzielte er am 25. September 2005 in einem Spiel beim Club San Luis, das Guadalajara mit 2:1 gewann. 
Seinen endgültigen Durchbruch schaffte Magallón in der Apertura 2006. Als einziger Spieler seiner Mannschaft, die zu jener Zeit mit Stars wie Oswaldo Sánchez, Carlos Salcido, Ramón Morales und Omar Bravo nur so bestückt war, absolvierte er in dieser Runde alle Spiele in voller Länge – vom ersten Spieltag der normalen Meisterschaftsrunde bis zu den Finalspielen gegen den CD Toluca, in denen Guadalajara sich mit einem Gesamtergebnis von 3:2 durchsetzte und seinen elften Meistertitel gewann.

### Nationalmannschaft
Aufgrund seiner konstant guten Leistungen wurde Magallón am 28. Februar 2007 erstmals in die mexikanische Nationalmannschaft berufen, wo er in einem Testspiel gegen Venezuela (3:1) zum Einsatz kam. Im selben Jahr gehörte er zum Kader Mexikos beim CONCACAF Gold Cup und bei der anschließenden Copa América. 
Seine beiden erfolgreichsten Länderspiele fanden beide in den USA statt und waren Begegnungen gegen den Gastgeber, der zugleich Mexikos Erzrivale ist. Sein größter persönlicher Triumph war die Begegnung am 6. Februar 2008, als er seine beiden ersten Länderspieltore erzielte und damit maßgeblichen Anteil am Punktgewinn der Mexikaner (Endstand 2:2) hatte. Sein drittes und letztes Länderspieltor gelang ihm am 6. September 2008 im Aztekenstadion zum 3:0-Endstand gegen Jamaika. Sein größter Erfolg mit der Mannschaft war der 5:0-Sieg im Endspiel um den CONCACAF Gold Cup 2009 gegen den Gastgeber USA am 26. Juli 2009.

## Titel

### Verein
- Mexikanischer Meister: Apertura 2006, Apertura 2013, Clausura 2014

### Nationalmannschaft
- CONCACAF-Gold-Cup-Sieger: 2009